# Maetel Legend
Maetel Legend (яп. メーテルレジェンド Мэ:тэру рэдзэндо, Легенда Мэйтел) — 2-серийное аниме, созданное режиссёром Кадзуёси Ёкота по сценарию Лэйдзи Мацумото в 2000 году. Сюжет повествует о том, как планета Ла Мэйтел становится «механизированным миром» Андромеды.
К OVA был выпущен сиквел — телесериал Space Symphony Maetel. Они оба являются продолжением Queen Millennia и предысторией к «Галактический экспресс 999».

## Сюжет
После того как орбита планеты Ла Мэйтел была сбита, плодородные почвы и обильные леса превратились в лёд и пустыни. Единственный способ выжить — это заменить собственные тела на кибернетические. Так сумасшедший учёный-киборг превращает королеву и её подданных в механических существ. Но дочери Прометеи — Мэйтел и Эмеральдас — отказались от этого и решили остаться живыми. Они начали бороться с механоидами за возрождение своей нации и планеты.

## В ролях
| Персонажи         | Сэйю                       |
| ----------------- | -------------------------- |
| Мэйтел            | Сацуки Юкино, Масако Икэда |
| Королева Прометея | Кэйко Хан                  |
| Эмеральдас        | Ацуко Эномото              |
| Хардгир           | Такаси Мацуяма             |
| Брандт            | Юдзи Киси                  |
| Дагар             | Ёсукэ Акимото              |

## Музыка
| №   | Название                             | Длительность |
| --- | ------------------------------------ | ------------ |
| 1.  | «Planet Larmetal»                    | 2:14         |
| 2.  | «The Queen's Decision»               | 1:36         |
| 3.  | «Mechanized Body»                    | 0:20         |
| 4.  | «Lost Soul — Plan»                   | 0:25         |
| 5.  | «Mechanization Forced»               | 0:58         |
| 6.  | «Lost Soul — Execution»              | 0:39         |
| 7.  | «Human»                              | 0:57         |
| 8.  | «Imminent Danger»                    | 2:20         |
| 9.  | «Unique Mind»                        | 0:26         |
| 10. | «Details on the Plan»                | 1:31         |
| 11. | «Mechanization in Progress»          | 0:48         |
| 12. | «Drained Soul»                       | 1:51         |
| 13. | «Running Together»                   | 0:45         |
| 14. | «Subterranean Tank»                  | 0:42         |
| 15. | «Heart»                              | 1:33         |
| 16. | «Shooting!»                          | 3:18         |
| 17. | «Hardgear Restored»                  | 1:10         |
| 18. | «Future»                             | 1:39         |
| 19. | «The Planet Plunged Into Darkness»   | 2:05         |
| 20. | «The Queen's Suffering»              | 4:28         |
| 21. | «Mother and Daughters»               | 0:25         |
| 22. | «Willpower of the Machines»          | 1:29         |
| 23. | «Kind Sister and Strong Sister»      | 1:05         |
| 24. | «Defeat One's Mother»                | 0:37         |
| 25. | «VS Mechanized Dagger»               | 1:21         |
| 26. | «VS Hardgear»                        | 1:03         |
| 27. | «Destroy One's Hometown»             | 3:50         |
| 28. | «Promethium»                         | 0:44         |
| 29. | «The Queen of the Mechanized People» | 0:48         |
| 30. | «Fate»                               | 2:12         |
| 31. | «Main Theme»                         | 1:32         |

Саундтрек издавался только в специальном DVD-BOX. Завершающую композицию Eternally исполнила Икуко Каваи.

## Выпуск на видео

Американское издание

OVA впервые выпущена в Японии в 2000 году на VHS и DVD в 2001, 2002 и 2005 годах под названием «Maetel Legend Symphonic Poem „Destiny“». Изданием занималась «Avex Mode».
Во Франции в 2005 году распространителем стала фирма «Dybex».
В Италии видеокассеты появились в 2001 году, а DVD в 2003, благодаря «Yamato Video». Система — PAL.
В США аниме вышло в 2001 году от «U.S. Manga Corps» — подразделения компании «Central Park Media». Система — NTSC. Присвоен рейтинг PG-13. Примечательно, что как и на японской обложке, Эмеральдас была изображена крупнее Мэйтел. Дополнительные материалы включали в себя информацию о Лэйдзи Мацумото и об актёрах озвучивания, а также трейлер. Какие-либо бонусы отсутствовали.
Формат — полноэкранный 4:3 (1:33.1). Оригинальный звук — стерео 2.0. Воспроизведение совместимо с Dolby Pro Logic.